# Physics Letters
Physics Letters (nach ISO 4 abgekürzt Phys. Lett.) ist eine bei Elsevier (Amsterdam) erscheinende Physik-Zeitschrift mit Peer-Review. Sie wurde 1962 von North Holland (die 1970 in Elsevier aufgingen) gegründet als europäisches Pendant zu den US-amerikanischen Physical Review Letters zur schnellen Publikation von Forschungsergebnissen. Die Aufsätze sind kürzer gefasst und jeweils nur einige Seiten lang, ausführlichere Versionen erscheinen häufig später in anderen Zeitschriften wie Physical Review.
Die Zeitschrift erscheint seit 1967 in zwei Reihen:
- Physics Letters A (wöchentlich): Festkörperphysik (Condensed matter physics), theoretische und mathematische Physik sowie numerische Physik (Computational Physics), statistische Physik, nichtlineare Phänomene, Atomphysik, Molekülphysik, Plasmaphysik, Hydrodynamik, Optik, Nanowissenschaften, Biologische Physik, Grundlagen der Physik und interdisziplinäre Forschungsgebiete
- Physics Letters B (monatlich): Kernphysik, Hochenergiephysik, Astrophysik

Ähnlich wie Reviews of Modern Physics bei Physical Review gibt es auch eine Sonderzeitschrift für Review-Artikel, die Physics Reports, gegründet 1971. Einer der ersten Herausgeber war Leon van Hove. In seiner Zeit wurde 1964 der Aufsatz von Murray Gell-Mann in den Physics Letters veröffentlicht, in dem Quarks eingeführt wurden.